# Xenacanthidae
Gli xenacantidi (Xenacanthidae) sono una famiglia di pesci elasmobranchi simili a squali, vissuti tra il Paleozoico e l'inizio del Mesozoico (340 – 215 milioni di anni fa).

## Descrizione
Le caratteristiche distintive di questo gruppo sono una lunga e robusta spina dorsale posta immediatamente dietro la testa, e la dentatura bicuspidata e forcuta (entrambe queste strutture sono ben conservate nei resti fossili che sono stati rinvenuti in Nord America, in Russia e nell'est dell'Europa). Presentano anch'essi, come i cladoselaci, una bocca terminale o quasi. A differenza di questi, invece, possiedono una pinna anale doppia, sostenuta da due strutture cartilaginee collegate indipendentemente l'una dall'altra con la colonna vertebrale (assente nei cladoselaci). Avevano inoltre una lunga pinna dorsale, sostenuta da raggi molli (ceratotrichi), e una pinna caudale dificerca, come quella dei dipnoi. I maschi di alcune specie, annesso al cinto pelvico e alle pinne, possedevano delle strutture uncinate che probabilmente servivano per l'accoppiamento.
La forma della coda suggerisce che questi animali si muovevano nell'acqua sinuosamente, come i serpenti. Potevano raggiungere la lunghezza di un metro e si nutrivano di crostacei (che rompevano con i denti a forca) e di pesci.
Il corpo di questi “squali” era snello e allungato, in alcuni casi simile a quello delle anguille. La pinna dorsale era bassa e allungata, e percorreva tutto il dorso; dietro il cranio era presente una strana spina allungata, forse dotata di veleno. L'asse scheletrico delle pinne pari era molto sviluppato rispetto a quello delle altre forme di squali paleozoici. I denti erano dotati di grandi cuspidi laterali divergenti (note come corone diplodonti).

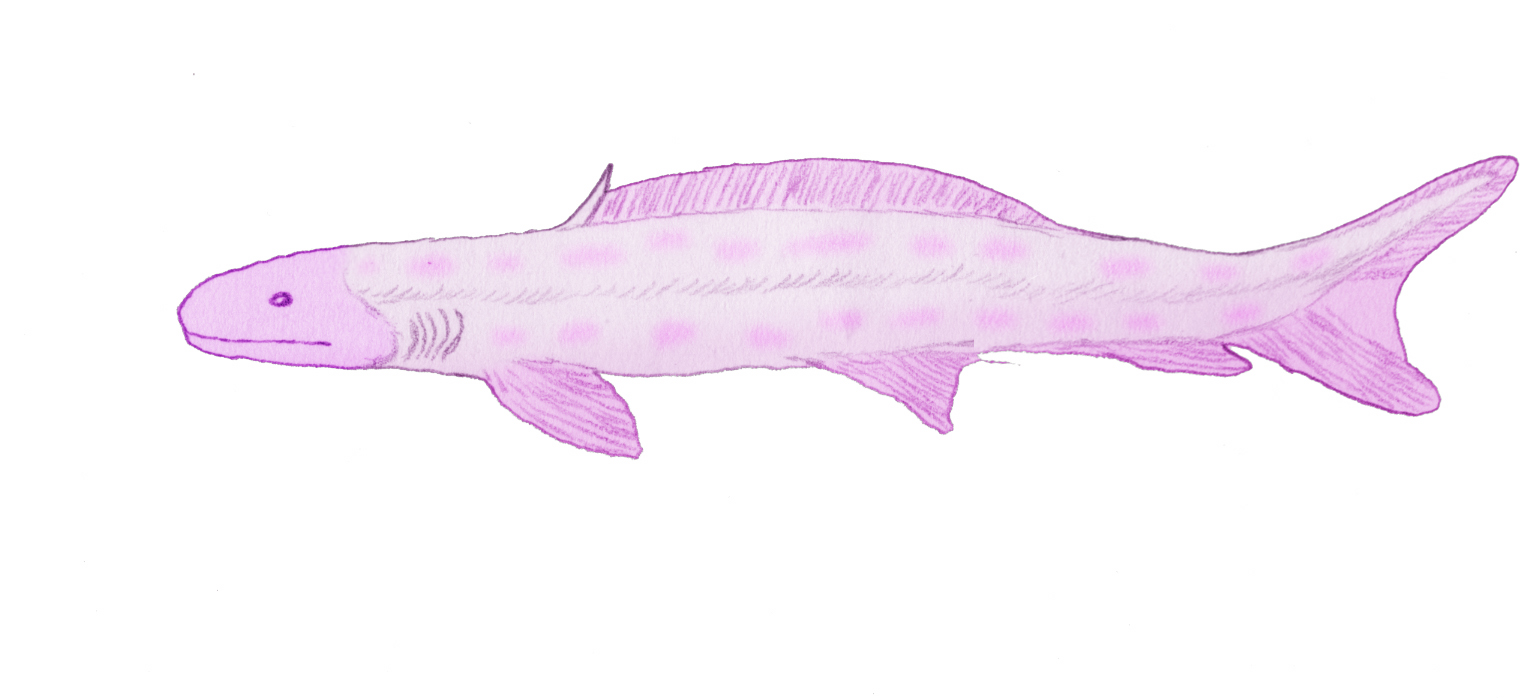
Ricostruzione di Diplodoselache woodi

## Evoluzione
Gli xenacantidi costituiscono un gruppo ben definito e piuttosto diffuso; emersero dalla prima grande radiazione evolutiva dei pesci cartilaginei (Chondrichthyes); i resti fossili dei loro scheletri sono ben conosciuti dal Carbonifero inferiore (Diplodoselache) fino al Triassico superiore (Xenacanthus). Molti esemplari articolati sono stati scoperti soprattutto in terreni del Carbonifero superiore e nel Permiano dell'Europa e del Nordamerica; qui gli xenacantidi erano classici rappresentanti delle faune viventi negli acquitrini e nelle lagune del periodo.  Tra le varie forme di xenacantidi ben note sono da ricordare Orthacanthus e Pleuracanthus, dotati di corpi anguilliformi lunghi anche tre metri o più.